# Schola palatina (Aquisgrana)
L’Accademia palatina, o in latino Schola palatina (con riferimento alla scuola greca e a quella platonica), era un cenacolo di intellettuali provenienti da ogni parte dell'impero carolingio. Fu fondata da Alcuino di York, Eginardo e Paolo Diacono intorno al 780. Si riuniva presso la corte di Carlo Magno ad Aquisgrana, nel Palazzo Imperiale. Le personalità più eminenti del gruppo, oltre ai tre fondatori, furono il friulano Paolino di Aquileia, il franco Angilberto, l'intellettuale di origine ispano-visigota Teodulfo di Orleans (probabile autore dei Libri Carolini), l'abate franco e cugino di Carlo Magno Adelardo di Corbie, autore del trattato De ordine palatii (che ispirerà l'omonimo trattato di Incmaro di Reims) e l'irlandese Dungal.
Questo ambiente internazionale, nel corso del IX secolo, fonda una cultura che, nonostante riprenda canoni di matrice classica, mostra caratteri di originalità: il rapporto con l'antico risulta innovativo in quanto fusione della reinterpretazione della cultura classica da parte di ogni rappresentante, influenzato, nell'approccio con l'ellenismo, da canoni etnico-culturali   differenti.